# José María Adán García
José María Adán García (Sogorb, 19 de desembre de 1931) és un polític valencià.

## Biografia
És llicenciat en dret i diplomat en empresarials i sociologia laboral, i durant els anys d'estudis fou cap de la Falange Universitària i del SEU i director de la revista Claustro. El 1959 començà a treballar a l'empresa Altos Hornos del Mediterráneo (AHM), en la qual arribà a cap del servei jurídic i de relacions laborals. Alhora, fou conseller nacional del Movimiento i procurador a Corts Espanyoles per València del 1971 al 1977. Durant la seva legislatura, per una banda, es va posar al costat de Blas Piñar el 1974 quan s'oposà a la llei d'associacions de Carlos Arias Navarro, ja que comportaria la «desvertebración de la sociedad y el cambio de Régimen», tot i que després va votar a favor. Nogensmenys, el 12 d'agost de 1976 va presentar un escrit juntament amb els altres procuradors valencians (entre ells, Miguel Ramón Izquierdo, Pedro Zaragoza i José Antonio Perelló Morales) on sol·licitaven l'autonomia econòmica, administrativa i cultural de la regió valenciana i el reconeixement del valencià com a llengua vernacla en la Llei d'Educació.
A la mort de Francisco Franco va col·laborar amb Rodolfo Martín Villa i fou nomenat governador civil de La Rioja (1976-1978). Durant la transició democràtica es mostrà proper a la UCD, però el 1989 va ingressar en el PP, que el nomenà delegat de la Generalitat Valenciana en la privatització d'AHM, empresa en la qual havia treballat. El 1991 fou nomenat delegat de la Fundación Cánovas del Castillo al País Valencià.

## Obres
- Al servicio de Valencia (2005)